# Emilio Salvi
Emilio Salvi (Casalbuono, 11 febbraio 1881 – 22 luglio 1954) è stato un politico italiano.

## Biografia
Docente di chimica, nel secondo dopoguerra è impegnato in politica con la Democrazia Cristiana. Venne eletto senatore nella I legislatura della Repubblica, rimanendo in carica dal 1948 al 1953.
Morì il 22 luglio 1954 all'età di 73 anni.